# 우치다 유세이
우치다 유세이(일본어: 内田 優晟, 2004년 11월 19일~)는 일본의 축구 선수이다.

## 구단 경력
그는 2022년 J2리그의 미토 홀리호크에 입단했다. 2024년 5월 일본 풋볼 리그의 고치 유나이티드 SC로 임대 이적했다. 2024년 일본 풋볼 리그 준우승으로 J3리그로 승격했다. 2025년 미토 홀리호크로 복귀했다.